# Liste der Kulturdenkmäler in Berschweiler bei Baumholder
In der Liste der Kulturdenkmäler in Berschweiler bei Baumholder sind alle Kulturdenkmäler der rheinland-pfälzischen Ortsgemeinde Berschweiler bei Baumholder aufgeführt. Grundlage ist die Denkmalliste des Landes Rheinland-Pfalz (Stand: 12. Juni 2023).

## Denkmalzonen
| Bezeichnung             | Lage                            | Baujahr                     | Beschreibung | Bild |
| ----------------------- | ------------------------------- | --------------------------- | --- | ---- |
| Denkmalzone Hauptstraße | Hauptstraße 30, 34, 40, 44 Lage | Anfang des 20. Jahrhunderts | späthistoristische villenartige Wohnhäuser, Anfang des 20. Jahrhunderts, die vom einstigen Mittelpunktscharakter des Dorfes zeugen | BW   |

## Einzeldenkmäler
| Bezeichnung              | Lage                           | Baujahr         | Beschreibung                                                                                              | Bild            |
| ------------------------ | ------------------------------ | --------------- | --- | --------------- |
| Keller- und Speicherhaus | Am Kirchpfad, neben Nr. 1 Lage | 18. Jahrhundert | Satteldachbau mit zwei parallelen Tonnengewölben, wohl noch aus dem 18. Jahrhundert                       | BW              |
| Evangelische Pfarrkirche | Hauptstraße 9 Lage             | 1743            | Saalbau 1743, Westturm 1863/64; darin: zwei Glocken, 14. Jahrhundert und 1499 von „Meister Jörg zu Spier“ | Fotos hochladen |
| Wohnhaus                 | Hauptstraße 34 Lage            | 1901            | ehemaliges Pfarrhaus; vielgliedriger späthistoristischer Massivbau, 1901                                  | BW              |
| Wohnhaus                 | Hauptstraße 40 Lage            | 1905            | ehemalige Bürgermeisterei; villenartiger historisierender Putzbau, 1905                                   | BW              |